# Лейк-Стівенс (Вашингтон)
Лейк-Стівенс (англ. Lake Stevens) — місто (англ. city) в США, в окрузі Сногоміш штату Вашингтон. Населення — 35 630 осіб (2020).

## Географія
Лейк-Стівенс розташований за координатами 48°0′8″ пн. ш. 122°5′35″ зх. д. / 48.00222° пн. ш. 122.09306° зх. д. (48.002177, -122.093041).  За даними Бюро перепису населення США в 2010 році місто мало площу 23,03 км², з яких 22,99 км² — суходіл та 0,04 км² — водойми.

## Демографія
Згідно з переписом 2010 року, у місті мешкало 28 069 осіб у 9810 домогосподарствах у складі 7250 родин. Густота населення становила 1219 осіб/км².  Було 10414 помешкання (452/км²).
Расовий склад населення:
| - 85,1 % — білих - 3,6 % — азіатів - 1,7 % — чорних або афроамериканців - 0,9 % — корінних американців - 0,4 % — вихідців з тихоокеанських островів - 3,2 % — осіб інших рас |

До двох чи більше рас належало 5,1 %. Частка іспаномовних становила 8,6 % від усіх жителів.
За віковим діапазоном населення розподілялося таким чином: 29,9 % — особи молодші 18 років, 63,6 % — особи у віці 18—64 років, 6,5 % — особи у віці 65 років та старші. Медіана віку мешканця становила 32,5 року. На 100 осіб жіночої статі у місті припадало 99,7 чоловіків;  на 100 жінок у віці від 18 років та старших — 97,7 чоловіків також старших 18 років.
Середній дохід на одне домашнє господарство  становив 83 653 долари США (медіана — 74 159), а середній дохід на одну сім'ю — 90 451 долар (медіана — 80 761). Медіана доходів становила 60 516 доларів для чоловіків та 48 611 долар для жінок. За межею бідності перебувало 9,0 % осіб, у тому числі 11,9 % дітей у віці до 18 років та 4,2 % осіб у віці 65 років та старших.
Цивільне працевлаштоване населення становило 14 387 осіб. Основні галузі зайнятості: виробництво — 19,6 %, освіта, охорона здоров'я та соціальна допомога — 16,6 %, роздрібна торгівля — 12,4 %, науковці, спеціалісти, менеджери — 8,9 %.